# نازي ماروتاش

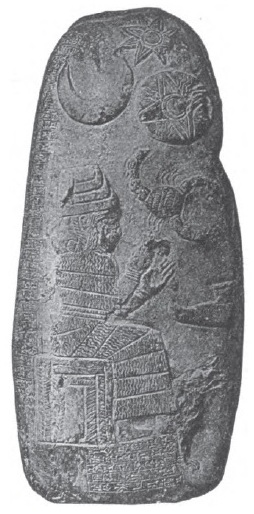
نازي ماروتاش

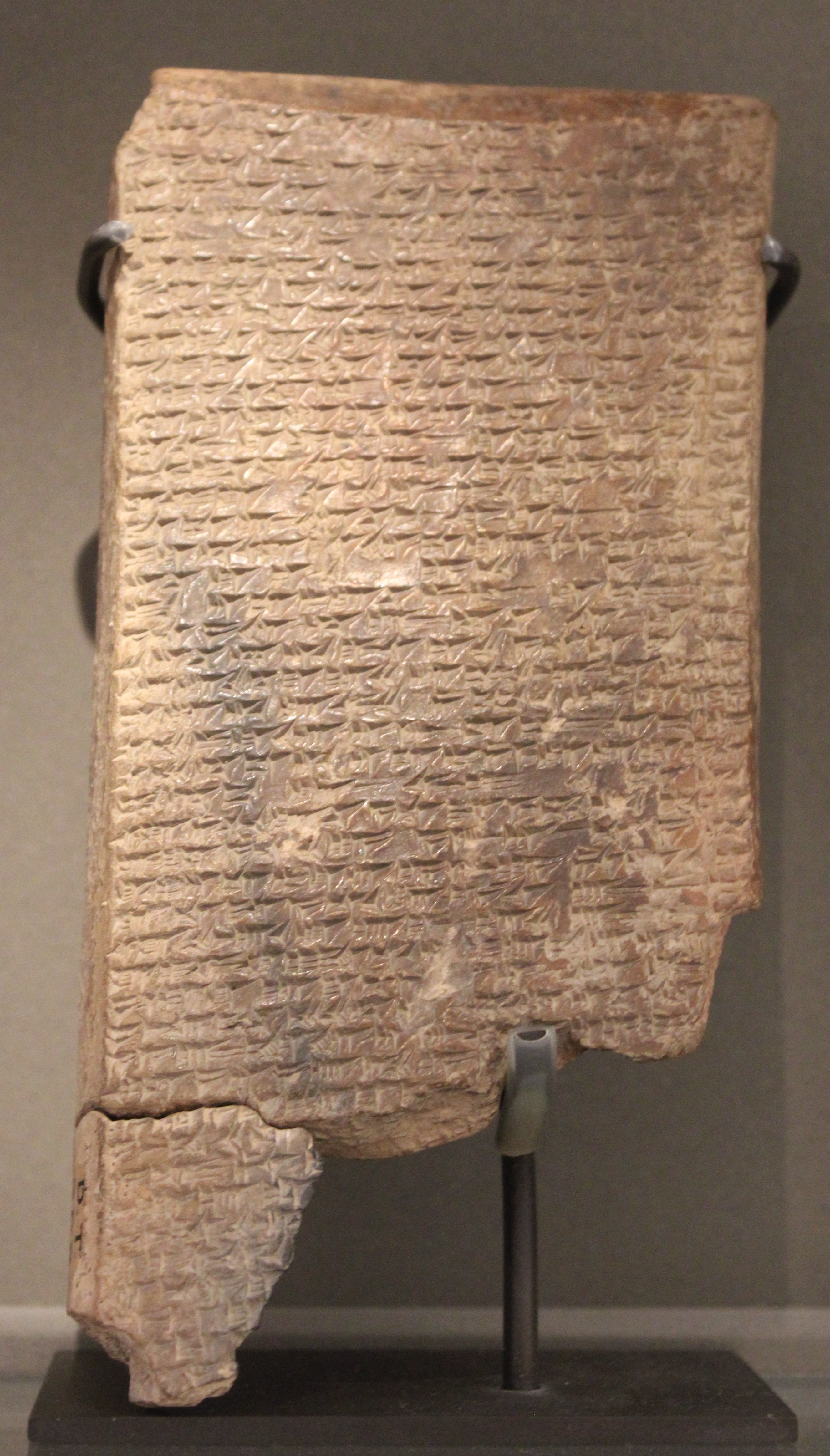
قَصيدة الصَّالِحُ المتألِّم من نينوى القرن السابع قبل الميلاد (من زَمن نازي ماروتاش). متحف اللوفر (وديعة من المتحف البريطاني).

نازي ماروتاش وهو ملك كاشي على بابل تولى الحكم بعد أبيه كوريغالزو الثاني وحكم من 1307-1282 ق م , وهو الملك 23 على سلالة بابل الثالثة , إسمه باللغة الكاشية هو شار كيشاتي أي ملك العالم , تعاون هذا الملك مع الجوتيون لمحاربة الآشوريين في أيام حكم أريك دين إيلي وأداد نيراري الأول , إلا أنه فشل بهزيمة الآشوريين , تولى الحكم بعده كادشمان تورغو .